# Tipula (Microtipula) didolos
Tipula (Microtipula) didolos is een tweevleugelige uit de familie langpootmuggen (Tipulidae). De soort komt voor in het Neotropisch gebied.